# Bogdan Zalewski (historyk)
Bogdan Zalewski (ur. 10 maja 1954 r. w Mławie, zm. 10 grudnia 2013 w Gdyni) – polski historyk, specjalizujący się w historii wojskowości; nauczyciel akademicki.

## Życiorys
Urodził się w 1954 roku w Mławie. W 1977 roku ukończył równolegle studia wojskowe w Wyższej Szkole Oficerskiej Wojsk Pancernych im. Stefana Czarnieckiego i studia historyczne na Uniwersytecie im. Adama Mickiewicza w Poznaniu. W 1977 r. podjął służbę wojskową w Centrum Szkolenia Specjalistów Marynarki Wojennej w Ustce. W 1984 r. będąc już w stopniu kapitana został przeniesiony do Akademii Marynarki Wojennej w Gdyni. W 1988 r. obronił pracę doktorską, a w 2000 r. uzyskał w Uniwersytecie Gdańskim stopień naukowy doktora habilitowanego. Pełniąc służbę w Akademii Marynarki Wojennej zajmował stanowiska kierownika Katedry Nauk Humanistycznych na Wydziale Nawigacji i Uzbrojenia Okrętowego, a następnie dyrektora Instytutu Nauk Społecznych. W 2004 r. odszedł do rezerwy w stopniu komandora. Jako oficer rezerwy pracował na stanowiskach dydaktyczno-naukowych w: Akademii Marynarki Wojennej, Akademii Pomorskiej w Słupsku, Wyższej Szkole Bezpieczeństwa w Poznaniu, i Gdańskiej Szkole Wyższej, w której był rektorem.

## Dorobek naukowy
Jego zainteresowania naukowe obejmowały problematykę historii politycznej, międzynarodowych stosunków politycznych i wojskowych oraz najnowszych dziejów polskiej Marynarki Wojennej i morskiej myśli wojskowej.
Był autorem wielu prac naukowych, w tym:
- Polska morska myśl wojskowa 1918-1989
- Rola historii polskiej Marynarki Wojennej i historii wojen morskich w kształtowaniu oficerów
- Obrona cywilna w procesie transformacji ustrojowej w Polsce
- Miejsce kształcenia ustawicznego w polityce edukacyjnej Unii Europejskiej